# سرگئی توماسیان (بازیگر)
سرگئی خاچیکی توماسیان (ارمنی: Սերգեյ Խաչիկի Թովմասյան؛ انگلیسی: Sergey Tovmasyan؛ ۱۶ ژوئیهٔ ۱۹۶۰) یک بازیگر اهل ارمنستان بود. 

## زندگی‌نامه
وی در ۱۶ ژوئیهٔ ۱۹۶۰ در ایروان به دنیا آمد و از آکادمی دولتی هنرهای زیبای ارمنستان فارغ‌التحصیل گشت. نارینه گریگوریان همسر وی می‌باشد. 

## گزیده فیلمشناسی
از فیلم‌ها یا برنامه‌های تلویزیونی که وی در آن نقش داشته است می‌توان به یه‌وا، برزخ، وندتا، وروگایت اشاره کرد.